# Allgemeine SS
La Allgemeine SS (traducible al español como «SS General») fue la rama más numerosa de todas aquellas fuerzas de combate que componían las Schutzstaffel (SS) en la Alemania nazi, siendo la sección política policial de la organización. Estuvo dirigida desde la SS-Hauptamt, la Oficina central de las SS. La Allgemeine SS se creó oficialmente en el otoño de 1934 para distinguir a sus miembros de las SS-Verfügungstruppe (que más tarde se convertirían en las Waffen-SS) y las SS-Totenkopfverbände (Guardias de los campos de concentración). Finalmente, las SS se dividieron en 1937 en tres ramas: la Allgemeine-SS, la SS-Verfügungstruppe (SS-VT, «Fuerzas de Disposición») y la SS-Totenkopfverbände (SS-TV, «Unidades de la Calavera»), que era la que administraba los campos de concentración.

## Estructura y organización
El término Allgemeine-SS es traducible al español como "SS-General" y se refería a aquellas unidades de las SS consideradas como "centrales, regulares y/o estándares". 
Hacia 1938, la Allgemeine-SS estuvo dividida administrativamente en estas secciones:
- Oficiales y miembros de los departamentos centrales de las SS;
- Voluntarios de las unidades regionales de las SS a tiempo parcial;
- Fuerzas de seguridad de las SS, como el Sicherheitsdienst (SD);
- Personal de los campos de concentración (Totenkopfverbände);
- Miembros honorarios, en la reserva, o inactivos.

Al estallar la Segunda Guerra Mundial en 1939, las líneas de separación existentes entre la Allgemeine-SS y las Waffen-SS comenzaron a difuminarse rápidamente, debido en gran medida a que las oficinas centrales de la Allgemeine-SS ejercían también la jefatura administrativa sobre las Waffen-SS. Para 1940, toda la Allgemeine-SS había adoptado los uniformes grises de tiempo de guerra y para 1941 los uniformes negros de las SS ya habían quedado fuera de servicio en su mayor parte o reservándose para lo puramente político.

### Personal de las SS a tiempo completo
Aproximadamente un tercio de los miembros de la Allgemeine-SS se consideraba que lo eran a "tiempo completo", lo que significaba que recibían un sueldo como funcionarios, que estaban empleados a tiempo completo en los principales departamentos de las SS, y que se dedicaban a tareas de las SS como su ocupación principal. La gran mayoría de este personal de las SS a tiempo completo fue asignado a las oficinas centrales de las SS, considerado parte de la Allgemeine-SS, y posteriormente dividido de la siguiente manera:
- SS-Hauptamt (SS-HA)
- SS-Hauptamt Persönlicher Stab RFSS (HaPerStab)
- SS Personalhauptamt (SS PHA)
- SS Führungshauptamt (SS FHA)
- Hauptamt SS-Gericht (HA SS-Gericht)
- SS-Rasse- und Siedlungshauptamt (RuSHA)
- SS-Wirtschafts-Verwaltungshauptamt (SS-WHVA)
- Hauptamt Volksdeutsche Mittelstelle (VOMI)
- Reichskommissar für die Festigung deutschen Volkstums (RKF o RKFDV)
- SS-Schulungsamt

Los principales jefes de departamento y su personal estaban exentos del servicio militar obligatorio. No obstante, muchos de ellos, como Heydrich, sirvieron como reservistas en el Ejército regular alemán. Los miembros de las oficinas centrales solían entrar en las Waffen-SS, donde podían aceptar un rango inferior y servir en el frente o ser catalogados como reservistas inactivos. En 1944, con la inminente derrota de Alemania, se anuló la exención para las oficinas centrales de la Allgemeine-SS y muchos de los miembros más jóvenes tuvieron que ir al frente con miembros de alto rango, como los generales de las Waffen-SS.

### Fuerzas de seguridad
Desde 1936 las Fuerzas de seguridad del Estado, tales como la Gestapo, la Sicherheitspolizei (SiPo) y la Kriminalpolizei (KriPo), fueron consolidadas y puestas bajo el mando central de Reinhard Heydrich, que ya era jefe del Sicherheitsdienst (SD). A partir del 27 de septiembre de 1939, todos estos organismos de seguridad fueron integrados en la Oficina Central de Seguridad del Reich (RSHA), que quedó bajo el control de Heydrich. Sin embargo, estos cuerpos policiales no llegaron de iure totalmente a formar parte de la estructura de las SS. La policía regular alemana, conocida como la Ordnungspolizei (OrPo), aunque también cayó en el área de influencia de las SS y aunque muchos policías eran miembros de las SS, nunca acabó de ser incorporada en la estructura de las SS o la Allgemeine-SS.
Los escuadrones de la muerte (Einsatzgruppen) sí fueron considerados parte de la Allgemeine-SS, aunque estuvieran bajo el control operacional de la RSHA. Estas unidades estuvieron compuestas por una mezcla de civiles (auxiliares de las SS), policía y personal de las SS, aunque en el desempeño de sus funciones todo el personal de los Einsatzgruppen vestían uniformes grises del tipo empleado por las Waffen-SS.
Durante la Segunda Guerra Mundial se consideraba que el personal de las fuerzas de seguridad efectuaba "tareas esenciales" para el Reich y por lo tanto estaba exento de realizar el servicio militar obligatorio. No obstante, buena parte de este personal, por lo general, se unió a las Waffen-SS o sirvieron en la reserva militar de las  Wehrmacht (fuerzas armadas no políticas). A medida que Alemania iba perdiendo la guerra, se fue suprimiendo la exención existente para las fuerzas de seguridad, aunque debido a la naturaleza del régimen nazi, hasta el final de la contienda hubo una necesidad constante de personal de seguridad. Por esta razón, muchos miembros de la Gestapo, la SD y la KriPo sirvieron como reservistas y nunca llegaron a entrar en combate, al menos no hasta los últimos días de la guerra.

### Personal de los campos de concentración
Todo el personal de los campos de concentración originalmente formaba parte de la Allgemeine-SS bajo jurisdicción de la Inspección de los Campos de Concentración (Inspektion der Konzentrationslager, IKL). Dirigida por Theodor Eicke, la administración de los Campos de concentración quedó bajo control los Totenkopfverbände después de 1934, pero desde ese momento fue dividiéndose cada vez más entre el servicio de campo propiamente dicho y la unidad militar "Totenkopf" controlada por la Verfügungstruppe.

### Otras unidades
A finales de 1940, la Allgemeine-SS también pasó a controlar la Germanische SS, es decir, las organizaciones colaboracionistas modeladas en la Allgemeine-SS que habían surgido en varios países de la Europa occidental. La Allgemeine-SS también estuvo compuesta por un Cuerpo Auxiliar Femenino (conocido como SS-Helferinnen) y, en los últimos días de la Segunda Guerra Mundial, tuvo autoridad sobre llamada "SS-Auxiliar", compuesta por personal que no era miembro de las SS pero que había sido reclutado por la Schutzstaffel para servir como personal de los campos de concentración en los últimos meses de la contienda.